# Seleção Checa de Basquetebol
A Seleção Checa de Basquetebol é a equipe que representa a República Checa em competições internacionais. É gerida pela Federação Checa de Basquetebol (checo:Česká basketbalová federace (ČBF)) filiada à FIBA desde 1932 como representante da Checoslováquia.
Atualmente os destaques da equipe são Jan Veselý (Fenerbahçe-TUR) e Tomáš Satoranský (FC Barcelona-ESP).